# Karl Kroner
Karl Kroner (* 21. August 1878 in Berlin; † 6. Februar 1954 in Island) war ein deutscher Arzt und Psychiater.

## Leben und Arbeit
Karl Kroner wurde als Sohn eines Arztes geboren und studierte Medizin. Im Ersten Weltkrieg wurde er Soldat und war in Frankreich (Verdun, Sedan) stationiert. Nach dem Krieg arbeitete er als Arzt in verschiedenen Krankenhäusern in und um Berlin. In den späten 1920er-Jahren eröffnete er seine eigene Praxis. Nach den Novemberpogromen 1938 wurde Kroner, der Jude war, im KZ Sachsenhausen interniert und reiste nach seiner Entlassung nach Reykjavík aus, wo er – obwohl inzwischen Facharzt für Neurologie und Innere Medizin – arbeitslos war bzw. nur Gelegenheitsjobs fand.
Kroner war seit 1920 mit der Ärztin Irmgard geb. Liebich verheiratet. Ihr Sohn Klaus Kroner (1926–2010) emigrierte später in die Vereinigten Staaten.

## Kroner und der OSS
Seine Bekanntheit verdankt Kroner einer Aussage, die er 1943 gegenüber dem Geheimdienst des US-Kriegsministeriums (OSS) machte. Der OSS arbeitete an einem psychologischen Bericht über die Persönlichkeit Adolf Hitlers und war an Kroner deshalb interessiert, weil der mitteilte, er habe im Oktober 1918 im Reservelazarett, dem Schützenhaus (Pasewalk) gearbeitet, in dem zur selben Zeit auch Hitler wegen einer Senfgasvergiftung behandelt wurde. Kroner sagte weiter aus, Hitler sei in Pasewalk von dem bedeutenden Psychiater Edmund Forster untersucht worden, der ihm die Diagnose „Hysterie“ gestellt habe. Forster hatte bereits 1933 Suizid begangen und konnte nicht mehr befragt werden, aber Kroners Aussage erschien dem Geheimdienst so glaubwürdig, dass sie zum Kernstück des Berichtes wurde.
Dieser blieb zunächst unter Verschluss. Als der amerikanische Hitler-Biograph John Toland ihn Anfang der 1970er-Jahre wiederentdeckte und publik machte, entstand eine ganze Serie wissenschaftlicher und populärwissenschaftlicher Publikationen, deren Autoren es für eine erwiesene Tatsache hielten, dass Hitler in Pasewalk von Forster wegen Hysterie behandelt worden sei.
Der Morell-Biograph Ottmar Katz vermutete 1982 jedoch, dass Kroner bei seiner Befragung „ein bisschen geflunkert“ haben könnte. Er wies auch darauf hin, dass Kroner über Forster kaum mehr zu berichten hatte, als damals ohnehin allgemein bekannt gewesen sei. Weiter in Frage gestellt wurde Kroners Aussage später von Peter Theiss-Abendroth (2008) und von Jan Armbruster (2009).